# Caligus diaphamus
Caligus diaphamus är en kräftdjursart. Caligus diaphamus ingår i släktet Caligus och familjen Caligidae. Inga underarter finns listade i Catalogue of Life.